# Als die alte Mutter sang
Als die alte Mutter sang (Když mne stará matka zpívat učívala) ist ein Lied für Gesang und Klavier aus dem Jahr 1880 von Antonín Dvořák. Es ist das vierte von sieben Liedern aus seinem Zyklus Zigeunermelodien (tschechisch: Cigánské melodie), B. 104, op. 55, die auf Gedichte von Adolf Heyduk in tschechischer und deutscher Sprache vertont wurden. Vor allem dieses Lied hat große Bekanntheit erlangt.

## Liedtext
| Tschechischer Text | Deutscher Text von Adolf Heyduk |
| --- | --- |
| Když mne stará matka zpívat, zpívat učívala, podivno, že často, často slzívala. A teď také pláčem snědé líce mučím, ' když cigánské děti hrát a zpívat, hrát a zpívat učím! | (Hinweis: keine wörtliche, sondern singbare Übersetzung) Als die alte Mutter mich noch lehrte singen, Tränen in den Wimpern gar so oft ihr hingen. Jetzt, wo ich die Kleinen selber üb’ im Sange, rieselt’s in den Bart oft, rieselt’s von der braunen Wange. |

## Interpreten
Das Lied wurde von zahlreichen Sängern aufgenommen, darunter Jarmila Novotná, Gabriela Beňačková, Gervase Elwes, Nellie Melba, Rosa Ponselle, Jeanette MacDonald, Elisabeth Schwarzkopf, Victoria de los Angeles, Joan Sutherland, Paul Robeson, Frederica von Stade, Edita Gruberová, Angela Gheorghiu, Magdalena Kožená und Renée Fleming.
Fritz Kreisler transkribierte das Lied für Violine und Klavier und führte es häufig auf. Seine Transkription wurde 1914 veröffentlicht. Zu den Künstlern, die Instrumentalversionen des Liedes aufgenommen haben, gehören Kreisler selbst, Glenn Miller, Josef Suk, Yo-Yo Ma, Alisa Weilerstein, Itzhak Perlman, Joshua Bell oder Tine Thing Helseth.